# Чичёв, Юрий Иванович
Юрий Иванович Чичёв (5 января 1938; Россия, Москва, СССР, РСФСР — 16 января 2021; Россия, Москва) — советский и российский детский писатель, поэт. Член Союза писателей России, член Союза журналистов СССР. Известен под псевдонимом «Иван Карелин» и «Ю. Моршан».

## Биография
Юрий родился 5 января 1938 года в Москве.
Образование высшее: агроинженерное (МИМЭСХ, ныне МГАУ, 1955 —1960) и литературное (ВГИК, 1969 —1974).
Первая публикация стихов — 31 декабря 1958 года.
В опыте жизни — две целинных жатвы по три месяца каждая — в 1958 и 1959 годах.
Член Союза журналистов СССР с 1969 г., член Союза писателей России с 1994 г.
Заслуженный работник культуры РСФСР (1988), академик Международной академии духовного единства народов мира (МАДЕНМ), лауреат премии «Золотое перо Московии» Межрегионального Союза писателей (2003), Всероссийской литературной премии им. В.В. Маяковского (2008) и литературной премии им. А.П. Чехова (2009), кавалер Золотой Есенинской медали  Российского Союза писателей (2008).
Автор 50 книг — для взрослых и детей.
Подборки стихов  — в журналах «Сельский механизатор», «Сельская новь», «Поэзия», «Московский вестник», «Крокодил», «Мужество», «Перспективы», «Милиция», «Форум», «Стригунок», «Простоквашино», «Сибирячок», «Весёлые картинки» и др., публикации в газетах «Смена», «Вечерняя Москва», «Литературная Россия», «Литературная газета», в республиканских, областных и районных газетах.
Общий тираж публикаций — более 4 миллионов экземпляров.
Свыше 400 выступлений перед взрослой и детской аудиториями, на радио и телевидении.
В последний период своей жизни все силы отдавал подрастающему поколению. На общественных началах вёл детскую литературную студию «Воробышки» при библиотеке № 78 им. И. Крылова в Сокольниках.
Ушёл из жизни 16 января 2021 в Москве.

## Личные издания
- Чичёв Юрий Иванович. Башкан : Приключения щенка. — Москва: Ред. журн. "Сел. новь" и его прил. "Приусадеб. хоз-во", 1995. — С. 46. — ISBN 5-900268-14-4.
- Чичёв Юрий Иванович. V века на краю : Избр. стихотворения, песни и поэмы. — Москва: Изд. дом "Сел. новь", 1998. — С. 271. — ISBN 5-900268-49-7.
- Чичёв Юрий Иванович. Стихи о любви. — Москва: ВЛАДМО, 2000. — С. 200. — ISBN 5-89433-010-6.
- Чичёв Юрий Иванович. Золотой след : Стихотворения и поэмы. — Москва: МГАУ, 2000. — С. 159. — ISBN 5-86785-074-9.
- Чичёв Юрий Иванович. Жизнь, работа, любовь…. — Москва: Сел. новь, 2001. — С. 59. — ISBN 5-900268-65-9.
- Чичёв Юрий Иванович. Колыбельная. — Москва: Алтей и К, 2002. — С. 11. — ISBN 5-94132-213-5.
- Чичёв Юрий Иванович. Но тогда была война... : Роман-воспоминание (хроника военного детства). — Москва: Моск. гор. орг. Союза писателей России, 2002. — С. 205. — ISBN 5-7949-0118-7.
- Чичёв Юрий Иванович. Около зимы : Стихи, песни, поэма. — Москва: Моск. гор. орг. Союза писателей России, 2004. — С. 74. — ISBN 5-7949-0210-8.
- Чичёв Юрий Иванович. Обелиск на ладони : стихи, песни, поэмы, проза. — Москва: Старицкая типография, 2005. — С. 144. — ISBN 5-900268-76-4.
- Чичёв Юрий Иванович. Стихи запоздалые…. — Москва: Московская гор. орг. Союза писателей России, 2006. — С. 129. — ISBN 978-5-9930-1146-2.
- Чичёв Юрий Иванович. Стружки старого рубанка. — Москва: ООО "УМЦ "Триада", 2009. — С. 99. — ISBN 978-5-9546-0048-3.
- Чичёв Юрий Иванович. Колесо фортуны : друзьям и внукам их : стихи 2008-2010 гг.. — Москва: Триада, 2011. — С. 151. — ISBN 5-86785-074-9.
- Чичёв Юрий Иванович. Чем заняться малышу. — Москва: Алтей, 2016. — С. 63. — ISBN 978-5-9930-2132-4.

и другие книги для детей и взрослых в издательствах «Алтей», «Линг», «Дрофа-МЕДИА», АСТ-Пресс, АСТ-школа, «Вече».
Много лет работал главным редактором детского журнала «Стригунок».
Стригунок. — Москва: Ред. журн. "Сел. новь" и его прил. "Приусадеб. хоз-во", 1993. — С. 47. — ISBN 5-900268-10-1.

## Издательство
- Курганова М. Поле за школьным порогом // Народное образование, 1981, № 8, с. 86—87)
- Новая Россия: М-Я / Сергей Чупринин. - М.: Вагриус, 2003. - Том 2, с. 625
- Юрий Чичёв. Но тогда была война...: Роман-воспоминание (хроника военного детства). — Московская гор. организация Союза писателей России, 2002. — 214 с. — ISBN 978-5-7949-0118-4.[2]

- Na poroge XXI veka: rossiĭskiĭ avtobiobibliograficheskiĭ ezhegodnik.— Moskovskiĭ Parnas, 2002.— 424с.[3]
- Коллектив авторов.Гении. Классики. Современники. Литературный календарь.— Litres, 2020-08-15.— 831с.— ISBN 978-5-457-51168-2.[4]
- Московский вестник.— Изд-во "Столица,", 2008.— 560с.[5]
- Книжная летопись: Основной выпуск.— Книга,, 1987.— 968с.[6]

- Сергей Чупринин.Новая Россия: М-Я.— Вагриус, 2003.— 936с.— ISBN 978-5-9560-0157-8.[7]

### Интервью
- Biblioteka. — Akt︠s︡ionernoe obshchestvo "Kniga i biznes", 1996. — 414 с.[8]

- Библиотека — Акционерное Обществo  "Книга и бизнес", 1996. — 414 с

### Другое
- Юрий Иванович Чичёв в передаче "Родниковая вода". Канал "Новое планетарное телевидение М"

- Проза Юрия Ивановича Чичёва на портале Проза.ру.
- Поэзия Юрия Ивановича Чичёва на портале Стихи.ру.
- Произведения на сайте Lib.ru
- Произведения на сайте Voenflot.ru